# San Pietro Vernotico
San Pietro Vernotico ist eine Küstenstadt mit 13.013 Einwohnern (Stand 31. Dezember 2023) bei Brindisi in der Provinz Brindisi (Region Apulien).
Der Ort hat 4992 Haushalte (2004) sowie eine Fläche von 46,1 km² (320 Einw./km²). Die Bevölkerung ist abnehmend (1991: 15.469 und 2001: 15.019 E.).
Die Wirtschaft lebt vom Tourismus, vom Oliven- und vom Weinbau. San Pietro Vernotico grenzt an die Gemeinden Brindisi, Cellino San Marco, Squinzano (LE) und Torchiarolo.

## Söhne und Töchter der Stadt
- Thiago (* 1991), spanisch-brasilianischer Fußballspieler
- Lucio Angelo Maria Renna OCarm (* 1941), römisch-katholischer Ordensgeistlicher, emeritierter Bischof von San Severo
- Antonio Maggio (* 1986), Popsänger